# جانيت لينن
جانيت لينن (بالإنجليزية: Janet Lunn)‏ هي كاتِبة وكاتبة للأطفال أمريكية وكندية، ولدت في 28 ديسمبر 1928 في دالاس في الولايات المتحدة، وتوفيت في 26 يونيو 2017 في أوتاوا في كندا.